# Экелёф, Анна
Анна Экелёф (швед. Anna Ekelöf, ? — после 1765) — шведская авантюристка и самозванка, с успехом выдававшая себя за самых разных людей.

## Биография
О происхождении, ранней жизни и судьбе Анны Экелёф достоверных сведений не имеется. Известно то, что в июне 1765 г. в провинции Вермланд недалеко от границы с Норвегией была арестована женщина в мужской одежде. Под следствием выяснилось, что она занималась подделкой документов. Допрошенные свидетели показали, что Анна в одежде мамселль рассказывала о своём бегстве от родителей, не разрешавшей ей выйти замуж за любимого. После этого она оделась как дворянин с париком и представлялась Карлом Экебладом, вынужденным бежать из Стокгольма в женской одежде от гнева короля, и ожидавшим королевского прощения для возвращения.
Играя роль дворянина, Анна набрала себе свиту из числа шведов и норвежцев, среди которых имелись беглый шведский крестьянин Улоф Перссон, беглый пекарь Шульц, жена полицейского офицера Эмерентия Шрёдер, для танцев и веселья. Её разместили на ферме Лёфснес в Норвегии, принадлежавшей сёстрам Эмерентии. В роли дворянина Анна Экелёф вела разгульный образ жизни с пьянством, нецензурной бранью, ездой на лошадях и употреблением табака. Те, кто был этим недоволен, получал угрозы и побои. Анна Экелёф оправдывалась тем, что она вела себя как мужчина, чтобы никто не заподозрил иного.
На таможне в Магнебру Анна Экелёф выдавала себя за шведского наследного принца, который, пребывая во вражде с Карлом Густавом Тессином и дворянской партией риксдага, собирался совершить переворот. Ей верили, поскольку слухи о мятеже против правительства ходили и раньше, наследный принц имел такую же хрупкую конституцию, что и Анна Экелёф, а Анна Экелёф обладала обширными познаниями о текущей политической ситуации в стране.
Когда до датско-норвежских властей дошли сведения, что на границе пребывает особа, предположительно являющаяся наследником шведского престола, они арестовали её и доставили в Осло, где выяснилось, что это женщина. Очевидно, Анна была доставлена обратно на границу, где была арестована уже шведскими властями, в свою очередь устроившими ей осмотр.
На допросе Анна созналась только в том, что выдавала себя за дворянина, но отказывалась признаваться, что изображала принца — разве что спьяну. Она рассказала историю, что на самом деле ей 20 лет, она — дочь умершего морского капитана из Гётеборга и спешила в Норвегию только для того, чтобы встретиться там с сержантом Магнусом Сандбергом и выйти за него замуж без согласия его родителей, надела мужскую одежду, поскольку её одежда пришла в негодность, а весь дальнейший маскарад учинила от скуки.
Были подозрения, что Анна сбежала за границу сделать аборт, и что связь с Сандбергом была кровосмесительной. В ходе судебного разбирательства было выявлено, что в ряде прошлых эпизодов она изображала совершенно разных людей — девушек, сбежавших от брака по расчёту, чтобы выйти замуж по любви — тогда это был популярный сюжет для любовных историй. Единственным свидетельством, которое может дать представление о настоящей личности Анны, было показание на предыдущем суде в замке Хальмстад. Тогда смотритель Эмануэль Бергман из Буроса засвидетельствовал, что она является тем же лицом, что и некая «Пассанника» («Пасс Порт-Анника»), которая ранее была подвергнута телесному наказанию за преступления в Буросе и выслана оттуда.
Кем на самом деле была Анна Экелёф, осталось неизвестным. По дороге в суд для оглашения приговора тюремная карета сломалась, и охранникам с Анной пришлось провести ночь на ферме крестьянина Нильса Амундсона. Она сумела убедить Амундсона, что является наследным принцем, и что крестьянин будет щедро вознаграждён, если поможет принцу бежать. Так Амундсон и поступил: открыл Анне окно и предоставил ей лошадь, на которой та скрылась в Норвегии, и больше её никто никогда не видел. На допросе Амундсон показал, что самозванка настолько заморочила ему голову, что он ради «наследного принца» был готов пожертвовать имуществом и жизнью.